# Paleòlegs

L'àguila bicèfala, emblema de la dinastia Paleòloga i de l'Imperi Romà d'Orient.

Els Paleòlegs (en grec Παλαιολόγος, Palaiologos o Paleologos (Palaios logos, literalment "Vella paraula"); en llatí Paleologus) foren una il·lustre família romana d'Orient que apareix al segle xi i encara existia al segle xvii, si bé en l'obscuritat després del segle xv. Va ser iniciada amb destacats generals de l'exèrcit romà d'Orient i foren els darrers a ocupar el tron de l'Imperi Romà d'Orient on van governar del 1259 al 1453. Una branca de la família va governar el Marquesat de Montferrat del 1305 al 1530, quan Joan I de Montferrat, que no tenia fills, va llegar el tron als fills de la seva germana Violant-Irene i en va acceptar la successió Teodor Paleòleg, fill de l'emperador romà d'Orient Andrònic II Paleòleg.

## Primers membres
- Nicèfor Paleòleg, dux de Mesopotàmia.
- Jordi Paleòleg, fill de l'anterior, va emparentar amb la família imperial dels Ducas.
- Andrònic Ducas Paleòleg, sebast, fill de l'anterior.
- Andrònic Paleòleg, alt funcionari que va emparentar amb l'emperador de Nicea, Teodor I Làscaris.

## Genealogia dels emperadors
- Andrònic Paleòleg (gran domèstic)
- Miquel VIII Paleòleg, emperador
  - Manuel Paleòleg (mort infant)
  - Andrònic II Paleòleg, emperador, casat amb 1.- Anna d'Hongria (filla d'Esteve I d'Hongria) i 2.- Irene Violant, filla de Guillem VI de Montferrat i germana de Joan I de Montferrat
    - Miquel IX Paleòleg, emperador associat mort el 1320
      - Andrònic III Paleòleg, emperador, casat 1.- Irene o Agnes de Brunswick i 2.- Anna de Savoia
        - Joan V Paleòleg, emperador, casat 1.- Helena Cantacuzena, i 2.- Eudòxia Comnena de Trebisonda
          - Andrònic Paleòleg (monjo)
          - Manuel II Paleòleg, emperador, casat amb Irene, filla de Constantí Dragas de Macedònia
            - Joan VII Paleòleg, emperador, casat amb Irene Gatilusso
            - Teodor II Paleòleg, dèspota de Morea
            - Andrònic Paleòleg, dèspota de Tessalònica
            - Constantí XI Paleòleg, darrer emperador romà d'Orient
            - Demetri II Paleòleg, dèspota de Morea
            - Tomàs Paleòleg (príncep d'Acaia), mort a Roma 1465, casat amb Caterina (filla d'un noble genovès)
              - Andreu Paleòleg
              - Teodor Paleòleg (musulmà)
              - Helena Paleòloga, casada amb Llàtzer de Sèrbia
              - Zoè Paleòleg, casada amb Ivan de Rússia

          - Teodor Paleòleg Porfirogènit
          - Demetri Paleòleg (príncep)
          - Irene Paleòloga, casada amb Basili I Comnè de Trebisonda

      - Manuel Paleòleg (assassinat per Andrònic III)
      - Anna Paleòloga, casada 1.- Tomàs I Àngel del Despotat de l'Epir i 2.- Nicolau I Orsini
      - Teodora Paleòloga, casada amb dos prínceps búlgars

    - Constantí Paleòleg (dèspota)
    - Joan Paleòleg (dèspota)
    - Teodor I de Montferrat, marquès de Montferrat, inicia la dinastia Paleòloga de Montferrat
    - Demetri Paleòleg (dèspota)
    - Simonis Paleòleg, casada amb Dragutin de Sèrbia

  - Constantí Paleòleg Porfirogènit, mort 1306, casat amb la filla de Joan Protovestiari
    - Joan Panipersebastos, casat amb Irene filla del logoteta Teodor Metoquita
      - Fill de nom desconegut, mort el 1332
      - Maria, casada amb Esteve I d'Hongria

  - Teodor Paleòleg (dèspota)
- Joan Paleòleg (gran domèstic)
- Constantí Paleòleg (sebastocràtor)